# Гарника, Брайан
Брайан Эдуардо Гарника Кортес (исп. Bryan Eduardo Garnica Cortéz; 27 мая 1996, Несауалькойотль, Мексика) — мексиканский футболист, полузащитник клуба «Некакса».

## Клубная карьера
Гарника — воспитанник клуба «Атлас». 1 октября 2015 года в матче против «Крус Асуль» он дебютировал в мексиканской Примере. 29 января 2017 года в поединке против «Монаркас Морелия» Брайан забил свой первый гол за «Атлас».
В 2019 году Гарника отправился на два сезона в клуб «Сантос Лагуна» на правах аренды.
Летом 2022 года футболист присоединился к команде «Некакса» из Агуаскальентеса.